# Jiljí Jarolímek

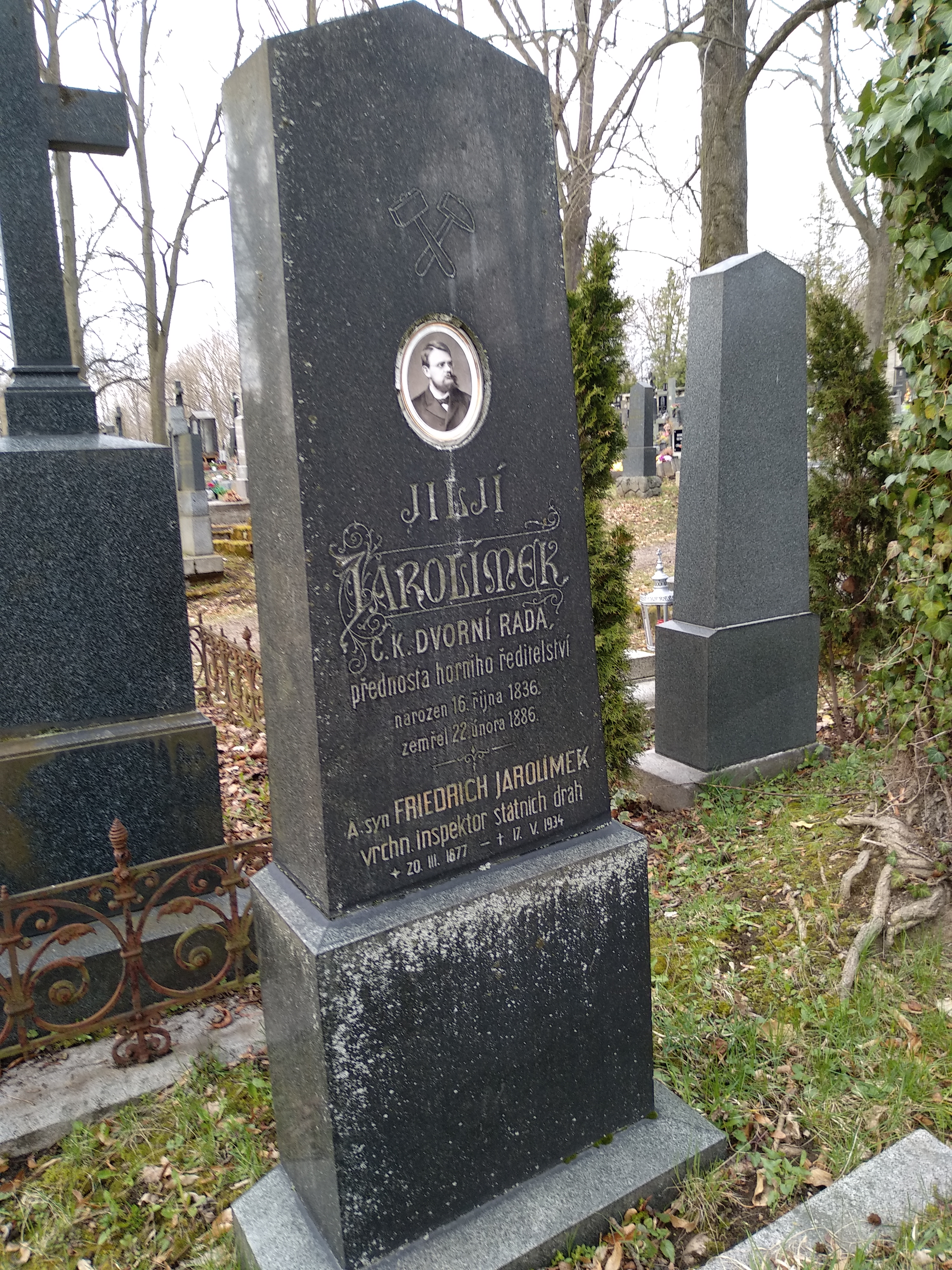
Hrob Jiljího Jarolímka na Městském hřbitově v Příbrami

Jiljí Jarolímek (16. října 1836 Pardubice – 22. února 1886 Příbram) byl český báňský inženýr. Věnoval se zejména úpravě rud a v tomto oboru navrhl několik vynálezů. Od roku 1883 působil jako ředitel dolů v Příbrami. Byl všeobecně respektován pro odborné znalosti, úspěšné vedení svěřeného podniku během odbytové krize a účinná opatření ve prospěch příbramských horníků.

## Život
Narodil se 16. října 1836 v Pardubicích v rodině učitele matematiky. Vystudoval příbramskou akademii a následující léta pracoval v těžebním průmyslu v různých částech monarchie (Alpské země, Uhersko, Sedmihradsko). Věnoval se především úpravě rud. V tomto oboru vytvořil několik vynálezů, které se pak s úspěchem využívaly.
Svými odbornými znalostmi si získal uznání a respekt. Postupem času povyšoval, až do hodnosti vrchního horního rady na ústřední správě dolů ve Vídni. I v tomto německém prostředí si zachoval a projevoval české smýšlení.
22. února 1883 byl jmenován dvorním radou a ředitelem těžebních závodů v Příbrami. V této funkci provedl opatření ve prospěch havířů, zejména zřídil noclehárny pro přespolní a zajistil podávání levné polévky před směnou, čímž také řadu zaměstnanců odradil od alkoholu. Pevným vedením podniku a humánním přístupem k pracovníkům se mu podařilo překonat odbytovou krizi.
Byl rovněž veřejně činný na obecní a okresní úrovni. Stal se také členem obchodní a živnostenské komory pražského kraje pro oblast hornickou.
Zemřel 22. února 1886 v Příbrami po dlouhé nemoci. Pohřben byl na místním hřbitově za účasti asi 1200 horníků, mnoha úředníků a řady dalších občanů.
Na jeho počest byly pojmenovány Jarolímkovy sady v Příbrami.

## Příbuzenstvo
- Otec Vincenc Jarolímek (1806–1885)[8] byl učitelem aritmetiky a kreslení v Pardubicích.[9]
- Bratr Vincenc Jarolímek (1846–1921) byl známý matematik, zaměřený na geometrii.[9]
- Bratr Antonín Jarolímek (1834-??) byl vědeckým pracovníkem v technické oblasti.[9]